# Marta Crawford
Marta Crawford (1968) es una psicóloga, sexóloga, y profesora portuguesa.
Posee una licenciatura en Psicología Clínica, por el Instituto Superior de Psicología Aplicada (ISPA), habiéndose especializado en Sexología Clínica por la Universidad Lusófona de Humanidades y Tecnologías. Es Terapeuta Sexual acreditada por la Sociedad Portuguesa de Sexología Clínica, y Terapeuta Familiar por la Sociedad Portuguesa de Terapia Familiar.
Desarrolla actividades académicas como profesora en la Universidad Lusófona, perteneciendo al equipo de asesoramiento y derivación de la línea telefónica "SOS Dificultades sexuales". Trabajó en el Instituto de Emprego e Formação Profissional (Instituto de Empleo y Formación Profesional) y colaboró en el asesoramiento psicológico de los pacientes del servicio de Psicoterapia conductual del Hospital Júlio de Matos Archivado el 3 de noviembre de 2013 en Wayback Machine.. Posee consultorio particular en la "Clínica do Homem e da Mulher", en Lisboa.
Entrenadora, terapeuta, y conferencista, presentó el programa de televisión "AB Sexo", en la TVI, entre 2005 y 2006, trabajó bajo la rúbrica de Psicología en el programa "Factor M" en la RTP1, en 2007, y también presentó el programa "Aqui Há Sexo", en la TVI24 en 2009.
Fue cronista del Diário de Notícias, Mundo Universitário, de la revista Lux Woman, y del Jornal i.
En octubre de 2006, publicó su primer libro Sexo sem Tabus; en marzo de 2008, Viver o Sexo com Prazer - Guia da Sexualidade Feminina; y, en 2011 Diário Sexual e Conjugal de um Casal.